# Відьмаченко Анатолій Петрович
Анатолій Петрович Відьмаченко (*17 листопада 1952 р.) — український учений-фізик. Доктор фізико-математичних наук, професор. Академік АН ВШ України з 2009 р.

## Біографія
Народився у с. Горбовичі Києво-Святошинського району Київської обл. у сім'ї службовців.
У вересні 1970 р. вступив до Київського державного університету (КДУ) ім. Т. Г. Шевченка на кафедру астрономії фізичного факультету, який закінчив у 1975 р.
Після закінчення КДУ почав працювати на посаді старшого лаборанта кафедри астрономії КДУ. З 1977 р. — інженер Головної астрономічної обсерваторії (ГАО) Національної академії наук України. З 1981 — молодший науковий співробітник, з 1986 — науковий співробітник, з 1991 — старший науковий співробітник і з 1999 — завідувач відділу фізики тіл Сонячної системи (ФТСС). За сумісництвом, з 1995 р. викладає курс «Порівняльна планетологія» на кафедрі астрономії фізичного факультету Київського Національного університету ім. Т. Г. Шевченка, а з 2000 — курси «Загальна фізика» і «Фізика» на кафедрі фізики Національного університету біоресурсів і природокористування. У 1979—1983 рр. навчався в аспірантурі ГАО НАН України. В 1983 р. захистив кандидатську дисертацію, в 1999 р. — докторську. Вчене звання професора кафедри загальної та технічної фізики присвоєно у 2007 р. У 1986 р. обраний дійсним членом-кореспондентом Національної Академії наук Республіки Болівія.

## Наукова діяльність
Наукові інтереси: розробка, виготовлення і дослідження фотометричної, спектральної і поляриметричної апаратури для дистанційного дослідження тіл Сонячної системи та інших небесних об'єктів.
Займається розробкою наукової апаратури для підготовки і проведення міжнародного російсько-українського космічного експерименту (КЕ) на Міжнародній космічній станції «Планетний патруль». В рамках КЕ керує розробкою, виготовленням і дослідженнями наукової апаратури для космічного телескопа, в склад якої входять спектрометр-поляриметр на ультрафіолетову ділянку спектра та статистичний Фур'є-спектрометр на ультрафіолетову ділянку спектра.

### Праці
1. Відьмаченко А. П. Порівняльна планетологія: навчальний посібник. / Відьмаченко А. П., Мороженко О. В. ; НАНУ, Голововна астрономічна обсерваторія. — К.: ДІА, 2013. — 551 с.